# Najibullah Zazi
Najibullah Zazi, född 10 augusti 1985 i en by i Paktia-regionen i östra Afghanistan, är en afghansk medborgare som bor permanent i USA. Han arresterades i september 2009 som en del av den misstänkta Al Qaida-grupp som planerade självmordsbombningar i New Yorks tunnelbana. Han har erkänt sig skyldig till detta, liksom även två andra åtalade.